# Sverre Kjelsberg
Sverre Kjelsberg (Tromsø, 18 ottobre 1946 – Tromsø, 18 giugno 2016) è stato un cantante e chitarrista norvegese.

## Biografia
Rappresentò la Norvegia all'Eurovision Song Contest 1980 con la canzone Sámiid ædnan insieme a Mattis Hætta. Negli anni '60 aveva fatto parte di un gruppo chiamato The Pussycats.
Fu trovato morto nella sua abitazione il 18 giugno 2016. La causa del decesso non è stata divulgata.